# باب الخميس (مراكش)
باب الخميس أو باب فاس هو أحد أبواب المدينة القديمة في الجزء الشمالي لمراكش في المغرب
يُعد الباب من أقدم المداخل التاريخية للمدينة، وقد أُنشئ في عهد الدولة المرابطية خلال القرن الثاني عشر، وبالضبط في عهد الأمير علي بن يوسف بن تاشفين حوالي سنة 1126م. كان الباب يمثل نقطة استراتيجية لدخول المدينة من جهة الشمال، خاصة للقادمين من فاس والمناطق الشمالية، ولذلك سُمي أحيانًا بـ"باب فاس".

## التاريخ

### البناء
يعود بناءها إلى حوالي عام 1126 في زمن الأمير المرابطي علي بن يوسف.
ويُعتبر هذا الباب جزءًا من برنامج عمراني ضخم أطلقه الأمير علي بن يوسف لتدعيم مكانة مراكش كعاصمة للدولة المرابطية، ومركز حضري وسياسي بارز في الغرب الإسلامي. وشهدت المدينة في تلك الفترة توسعًا كبيرًا من حيث البنية التحتية والتحصينات الدفاعية، شملت بناء قبة المرابطين، وتوسيع جامع الكتبية لاحقًا، وتعزيز الأسوار الخارجية التي تطوّق المدينة من الجهات الأربع.
وقد جاء اختيار موقع باب الخميس في الجهة الشمالية الشرقية للمدينة استجابة لحاجة استراتيجية: إذ يسمح بمراقبة الطرق القادمة من فاس وأزمور وتادلة، ويؤمّن مداخل المدينة من هذه الجهات. وكان يؤدي أيضًا إلى أراضٍ زراعية واسعة وقرى عامرة، مما جعله نقطة عبور رئيسية للقوافل التجارية والفلاحين، وأكسبه أهمية اقتصادية.
تميزت عمارة الباب بتقنيات تقليدية كانت سائدة في الفترة المرابطية، أبرزها استعمال الطين المدكوك والحجارة المحلية، مع تصميم دفاعي بسيط يعتمد على قوس حجري ضمن الجدار، دون الزخرفة المفرطة. وهو ما يعكس الطابع العسكري العملي للعمارة المرابطية، التي كانت تولي الأولوية للتحصين بدل التزيين.
ولم يكن باب الخميس مجرد منفذ دفاعي، بل كان يشكل منذ بدايته بوابة نحو الحياة اليومية خارج الأسوار، حيث نُظم أمامه منذ قرون سوق أسبوعي كبير كل يوم خميس، سُمي باسمه لاحقًا، ولا يزال هذا السوق معروفًا إلى اليوم.
وقد خضع الباب لاحقًا لترميمات وإضافات في عهد الموحدين، حيث أُضيفت إليه ممرات منعرجة وزوايا دفاعية، مما يدل على استمرار أهميته عبر العصور، سواء على المستوى العسكري أو التجاري أو الاجتماعي.

### التوسعة
خلال عصر الموحدين، وسعت البوابة وأضيف ثلاث زوايا قائمة إلى الممر بحيث يخرج الشخص باتجاه الجنوب. أعطى هذا التغيير شكلا للبوابة وتصميما مشابهين للبوابات الأخرى التي أنشأها الموحدون مثل باب الرواح في الرباط.
يمكن مشاهدة معالم المخرج الأصلي للباب في حائطه الغربي الداخلي. خضع الباب لترميم كبير عام 1803-1804 خلال عهد مولاي سليمان، ورصع بكتابة على الرخام في الداخل. خلال القرن العشرين، أزيل الباب الداخلي في ممر البوابة لإتاحة المرور بشكل مستقيم بهدف تخفيف الازدحام المروري، وهذا أوجد الشكل النهائي للباب.
يُعتبر هذا التعديل من أبرز السمات المعمارية في الفترة الموحدية، حيث اتسمت بوابات المدن الرئيسية بتصاميم دفاعية معقدة تهدف إلى تعزيز الحماية من الهجمات العسكرية، من خلال إضافة ممرات منحنية وزوايا قائمة تجعل من الصعب على المهاجمين التقدم بسرعة أو استخدام آلات الحصار بشكل فعال. إن إدخال ثلاث زوايا قائمة في ممر البوابة كان ذكيًا من الناحية العسكرية، لأنه أجبر الزائر أو المهاجم على تغيير اتجاهه عدة مرات، مما جعل حراس البوابة قادرين على مراقبة وتوجيه حركة الدخول والخروج بفعالية أكبر.
يمكن مشاهدة معالم المخرج الأصلي للباب في حائطه الغربي الداخلي، حيث لا تزال آثار التصميم المرابطي الأولي ظاهرة بشكل واضح، مما يعكس تطور العمارة الدفاعية في مراكش عبر العصور.
خضع الباب لترميم كبير عام 1803-1804 خلال عهد السلطان مولاي سليمان، وهو أحد السلاطين الذين اهتموا بإعادة تأهيل المباني التاريخية، لا سيما البوابات والأسوار التي شكلت جزءًا من الهوية العمرانية للمدن المغربية. خلال هذا الترميم، رُصع الباب بكتابات ونقوش على الرخام في الداخل، تعكس التطور الفني والزخرفي في فترة العهد العلوي، وتُظهر اهتمام السلاطين بإضفاء طابع جمالي إلى المرافق الحضرية القديمة، إلى جانب وظائفها الدفاعية.
خلال القرن العشرين، أزيل الباب الداخلي في ممر البوابة لإتاحة المرور بشكل مستقيم، بهدف تخفيف الازدحام المروري الذي أصبح يشكل عائقًا في ظل النمو السكاني وتوسع المدينة الصناعية والاقتصادية. أدى هذا التغيير إلى الشكل النهائي الحالي للباب، الذي يُعتبر مثالاً على التفاعل بين إرث التاريخ والحاجة إلى التكيف مع متطلبات الحياة المعاصرة.
إن باب الخميس اليوم ليس فقط بوابة تاريخية للدخول إلى مراكش، بل هو أيضًا معلم سياحي وثقافي يعكس التنوع المعماري والتاريخي للمدينة، كما أنه لا يزال يحتفظ بأهميته في الحياة اليومية لسكان المدينة، سواء من الناحية التجارية أو الاجتماعية.

### التسمية
كان هذا الباب يعرف في الأصل كباب فاس (أو بوابة فاس) نظرا لوجوده باتجاه مدينة فاس ولكن هذا الاسم اندثر خلال العصر المريني. يشير الاسم الحالي للبوابة (الخميس) إلى السوق الأسبوعي المفتوح الذي كان يقام هنا تاريخياً كل يوم خميس. يستمر السوق في الوقت الحاضر طوال الأسبوع تقريبًا خارج البوابة. في حين تم إنشاء سوق دائم للسلع المستعملة ، وهو المسمى بسوق الخميس على بعد بضع أمتار إلى الشمال.

## الموقع
يوجد هذا الباب في الزاوية الشمالية الشرقية للمدينة ويوجد خارجه مباشرة مقام يضم قبر أحد الأولياء المرابطين. المدخل الخارجي للباب محاط من الجانبين ببرجين مربعين. كان الممر داخل الباب مؤلفا من ممر معوج مع زاوية قائمة، بحيث يدخل الشخص الباب من الشمال ويخرج إلى المدينة باتجاه الغرب. تقول الأسطورة أن يوسف بن تاشفين أحضر دفات الباب من إسبانيا بعد فتحها.
يحيط بالمدخل الخارجي للبوابة من كلا الجانبين العديد من التحصينات المربعة. يتألف ممر البوابة في الأصل من مدخل منعطف من الشمال ثم غربًا إلى المدينة.
لا يزال من الممكن رؤية الخطوط العريضة للمخرج الأصلي للبوابة والمحصورة الآن بجدار في الجانب الغربي الداخلي. خضعت البوابة لعملية تجديد كبيرة في سنة 1803 بأمر من السلطان مولاي سليمان والمشار إليها بنقش رخامي بالداخل.
تم فتح الجدار الداخلي خلال القرن العشرين للسماح بمرور مباشر عبر البوابة لتسهيل حركة المرور الكثيفة في المنطقة مما أدى إلى الشكل الحالي للبوابة.

## معرض الصور

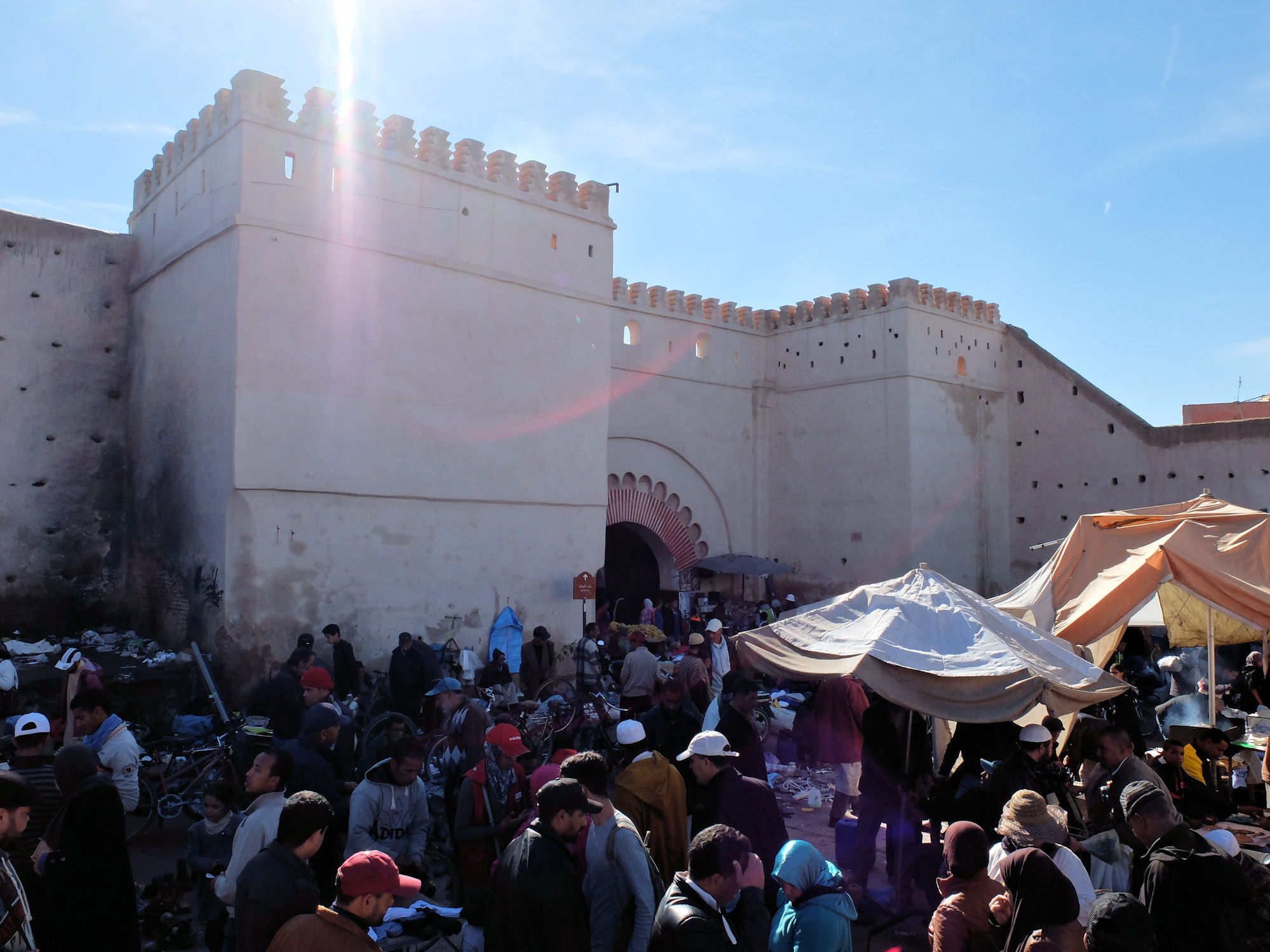
الواجهة الخارجية (الشمالية) لباب الخميس
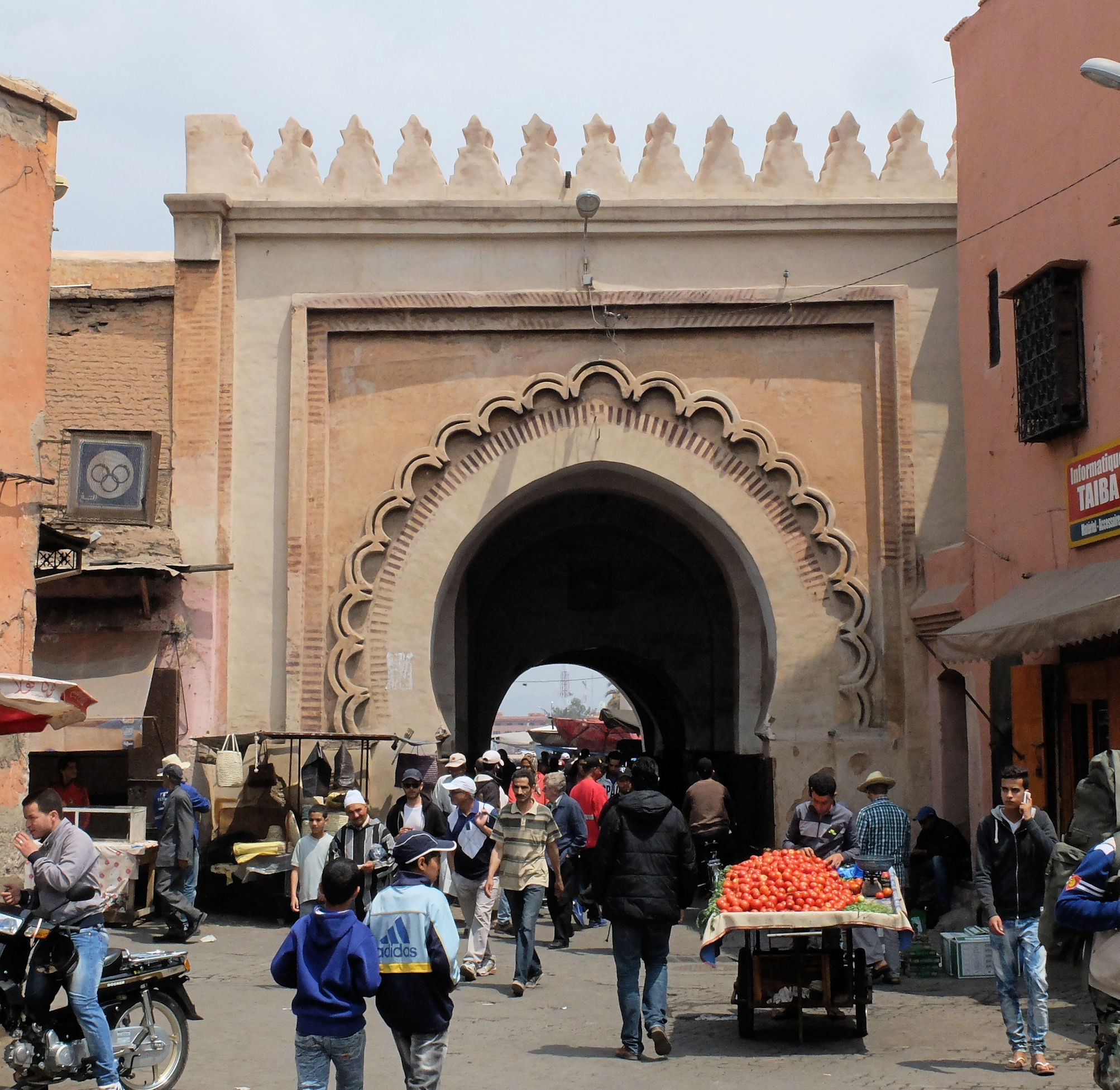
الواجهة الداخلية (الجنوبية) لباب الخميس
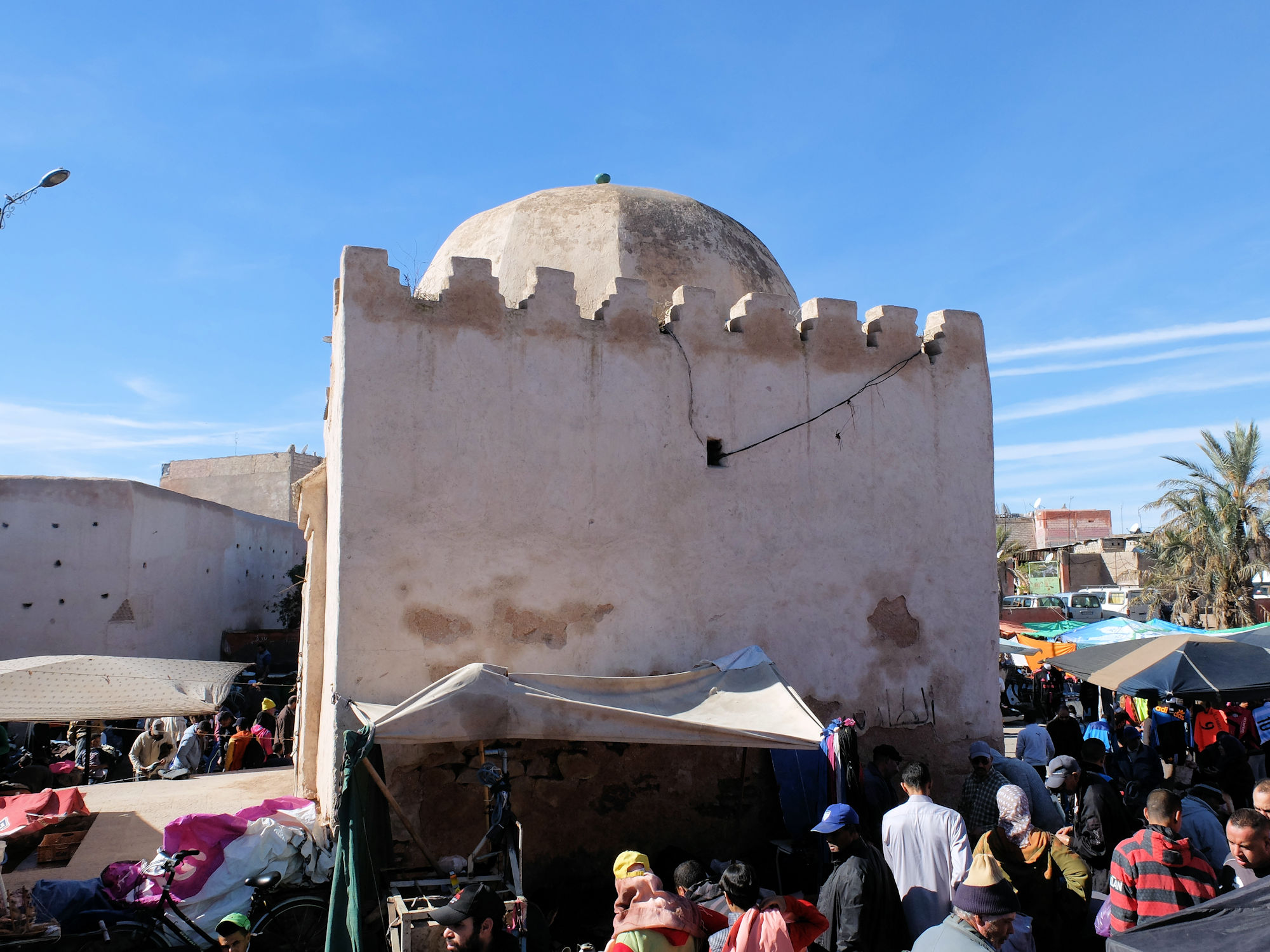
قبر المرابط أو قبة خارج البوابة مباشرة